# دوناوورث
شهر دوناوورث در ایالت بایرن در کشور آلمان واقع شده است.